# برينت فيتشر
برينت فيتشر (بالإنجليزية: Brent Fisher)‏ (6 يوليو 1983 بنيوزيلندا - ) هو لاعب كرة قدم نيوزلندي في مركز الهجوم. شارك مع منتخب نيوزيلندا تحت 17 سنة لكرة القدم ومنتخب نيوزيلندا تحت 20 سنة لكرة القدم ومنتخب نيوزيلندا لكرة القدم. أما مع النوادي، فقد لعب مع إنيرجي كوتبوس ونادي ستارت ووايتاكيري يونايتد وWaitakere City FC ‏ وNorth West Sydney Spirit FC ‏ وGreen Gully SC ‏ وكانتربيري يونايتد وForrest Hill Milford United AFC ‏ وManly United FC ‏ وPort Melbourne SC ‏ وBodens BK ‏.

## وصلات خارجية
- برينت فيتشر على موقع الاتحاد الدولي (مؤرشف)  (الإنجليزية)
- برينت فيتشر على موقع قاعدة بيانات كرة القدم.إي يو (الإنجليزية)
- برينت فيتشر على موقع ناشيونال فوتبول تيمز (الإنجليزية)